# ليتيسيا بونيت هارت
ليتيسيا بونيت هارت (بالإنجليزية: Letitia Bonnet Hart)‏ هي رسامة أمريكية، ولدت في 1866 في نيويورك في الولايات المتحدة، وتوفيت في 1953 في Eau Gallie, Florida ‏ في الولايات المتحدة.